# Patty Caretto
Patty Caretto, née le 4 janvier 1951 à Los Angeles, est une nageuse américaine.

## Biographie
Patricia Serena Caretto, également connue sous le nom de Patricia Brown après son mariage, est une nageuse américaine. En nage libre, elle a détenu les records du monde du 800 mètres, du 1500 mètres et du 1650 yards. Présente aux Jeux olympiques de 1968 à Mexico, elle se classe cinquième du 800 mètres nage libre.
Elle intègre l'International Swimming Hall of Fame en 1987.